# Grand Casemates Square
A Grand Casemates Square (röviden Casemates Square vagy Casemates) Gibraltár két legnagyobb terének egyike (a másik a John Mackintosh Square). Nevét a Grand Casemates kazamatáról kapta, melyet a britek építettek a tér északi részén 1817-ben. Valaha a nyilvános kivégzések színhelye volt. A Main Street végében található tér Gibraltár egyik legfontosabb szórakoztató központja, számos al fresco étteremmel, bárokkal és éjszakai szórakozóhelyekkel.

## Története
A tér története egészen Gibraltár mór történelmének kezdetéig nyúlik vissza, amikor az első erődítmény épült a sziklán.

### Mór korszak
A teret homokos területen építették, mely valaha a tengerpart része volt. 1160 májusában marokkóiak érkeztek a földnyelvre, akiket Abd al-Mumin almohád uralkodó küldött; ők hozták létre az első jelentős települést. A „Győzelem városának” nevezett település a Mór várat és a közvetlenül alatta lévő területet jelentette. A szikla nevét „Hódítás hegyére” változtatták.
A területet dagálykor elöntötte a víz, a muszlimok a gályáik partra húzásához használták. Gibraltár 1309-es ostroma után IV. Ferdinánd kasztíliai király egy hajójavító építését rendelte el a területen. Az ezt követő évszázadokban a hajójavítót fokozatosan elnyelte a homok.

### Spanyol korszak
A 15. században a Water Gate mellett nyitottak kaput a gályák beengedéséhez. Az Old Mole móló építésével az 1570-es években az átjáró iszaposodni kezdett és a hajójavító használhatatlanná vált. A spanyol időkben a tér a Villa Vieja nevet viselő régi városrészhez tartozott, mely saját fallal, kapukkal rendelkezett. A 17. századból megmaradt tervrajzokon La Barcina néven hivatkoznak rá.

### Brit korszak
A spanyolok végig azzal küzdöttek, hogy az épületek a laza talaj miatt megsüllyedtek, ezért a britek már magasabban fekvő területekre építkeztek. 1770-ben William Green megkezdte a Grand Casemates kazamaták építésének előkészítését az északi részen. Az építkezés azonban csak Gibraltár nagy ostroma (1779-1783) után kezdődött meg és 1817-ben fejeződött be George Don kormányzó idejében.
Az ostrom után a britek lebontották a túlságosan megsérült épületeket, létrehozva egy katonai parádéra és nyilvános kivégzésekre is alkalmas területet.

### 21. század
A tér számos étteremnek, bárnak és üzletnek ad helyet, miután az 1990-es években elbontották a tér felét elfoglaló parkolót. A téren számos kulturális rendezvényt tartanak, például a nemzeti ünnepek alkalmával, de koncertekre is gyakran kerül sor itt. 2012-ben a II. Erzsébet születésnapjának tiszteletére itt tartott rendezvényen részt vett Wessex grófja és grófnője is.

## Emlékművek
Emlékművek a téren:
- Gibraltar Defence Force[9]
- Koehler-ágyú[10]

## Képek

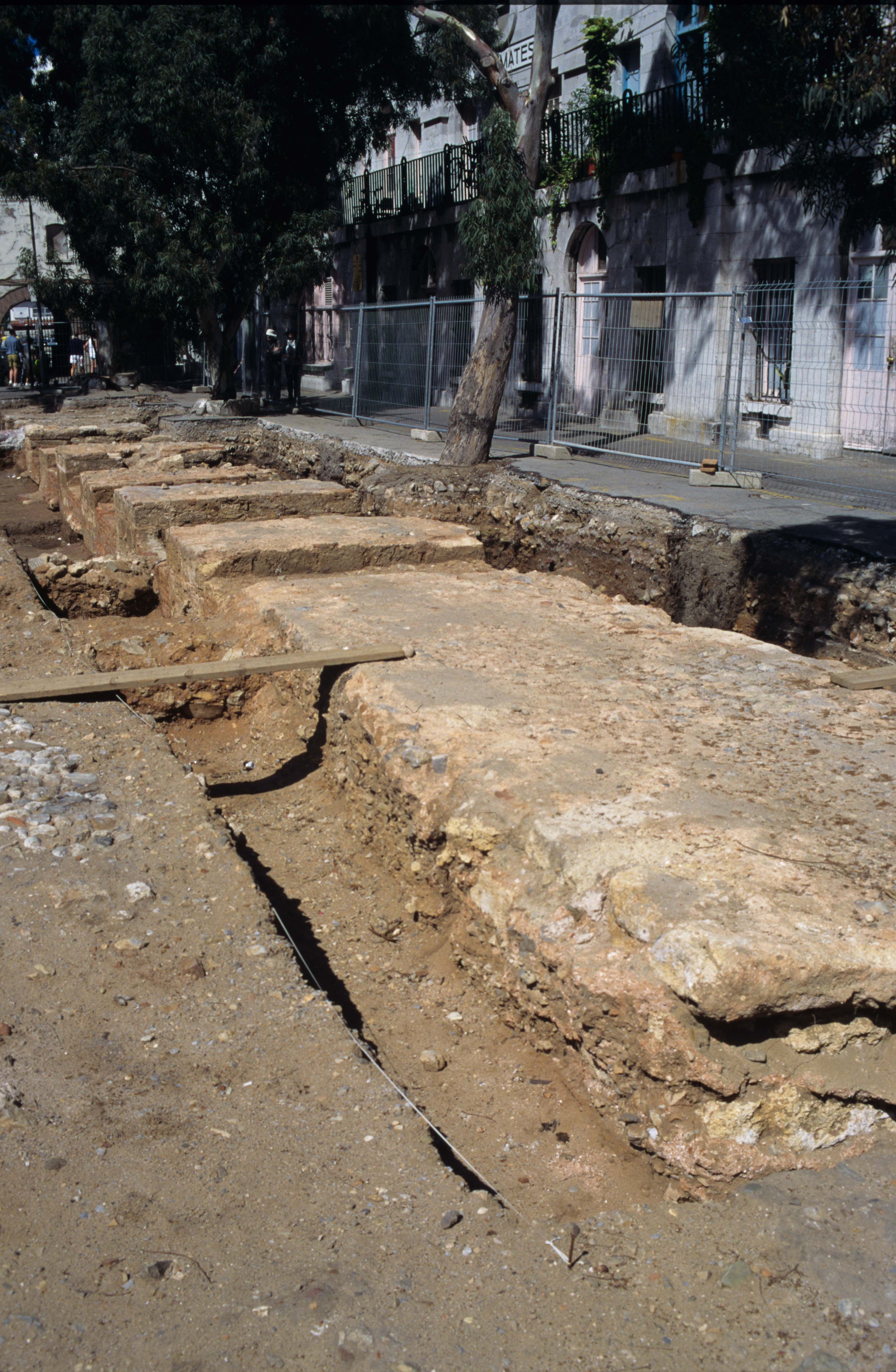
Az 1990-es években a téren talált régészeti leletek valószínűleg egy 14. századi gályajavító alapjai
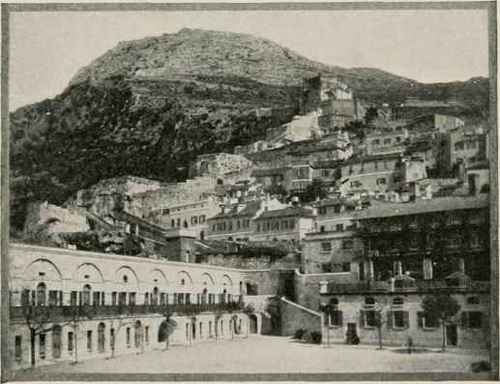
John Lawson Stoddard 1901-ben készült felvétele a térről
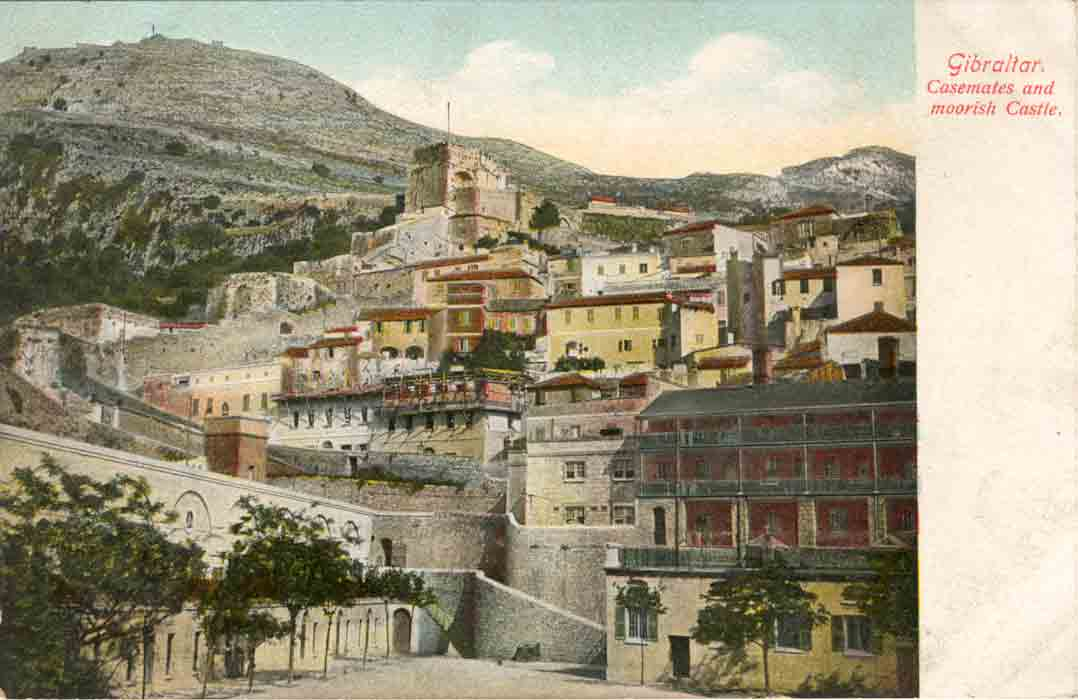
A Grand Casemates Square és a Mór vár egy 1909-es képeslapon
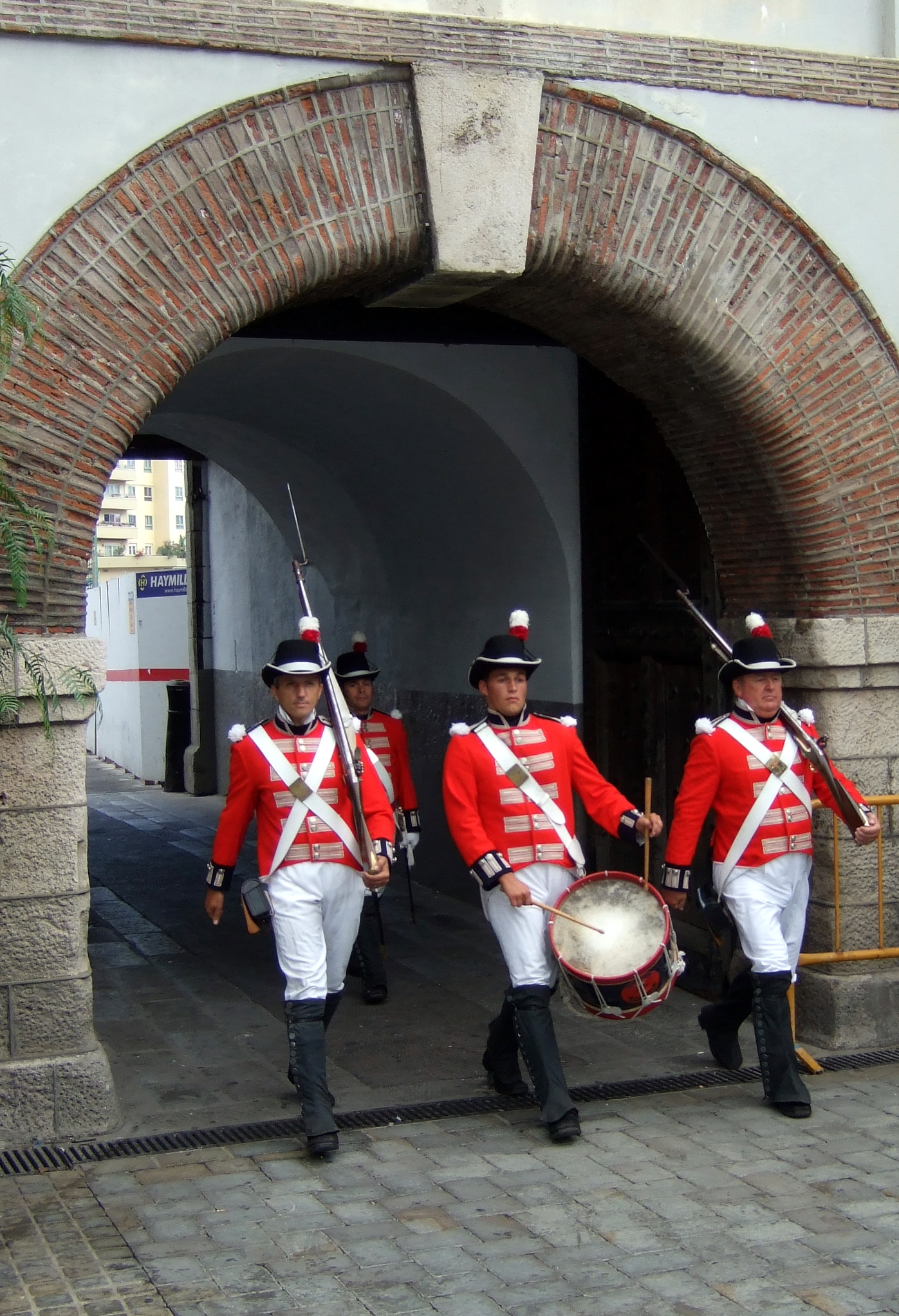
A Kulcsok Szertartásának újrajátszása a téren 2007-ben

## Fordítás
Ez a szócikk részben vagy egészben  a   Grand Casemates Square című angol Wikipédia-szócikk ezen változatának fordításán alapul.  Az eredeti cikk szerkesztőit annak laptörténete sorolja fel. Ez a jelzés csupán a megfogalmazás eredetét és a szerzői jogokat jelzi, nem szolgál a cikkben szereplő információk forrásmegjelöléseként.